# Browar Amber
Browar Amber – regionalny, rodzinny browar mieszczący się w miejscowości Bielkówko pod Gdańskiem. Posiada własne ujęcie wody ze studni głębinowej i własną stację propagacji drożdży. Browar Amber korzysta też z własnych upraw jęczmienia browarnego, z którego wytwarzany jest słód do produkcji większości piw. Zakład jest członkiem Stowarzyszenia Regionalnych Browarów Polskich, Stowarzyszenia Turystyczne Kaszuby oraz Pomorskiego Klubu Dobrej Marki. Browar Amber koncentruje się na sprzedaży swojego piwa głównie w regionie Pomorza Gdańskiego i północnej Polski. Rozwija także dystrybucję w wielu miastach Polski, przez sklepy wyspecjalizowane, lokale gastronomiczne oraz sieci handlowe. Prowadzi eksport własnych marek między innymi do USA, Danii, Australii i Ameryki Południowej.

## Historia
W 1993 r., wobec upadku gdańskiego browaru we Wrzeszczu, Andrzej Przybyło, rolnik z Pomorza, postanowił warzyć piwo i rozpoczął budowę browaru wokół istniejącej już wcześniej hali rozlewni piwa. Od samego początku istnienia browaru założeniem było stworzenie silnie związanego z regionem browaru, którego marka będzie kojarzona z Pomorzem. Autorem projektu browaru był Władysław Dylkowski – autor wielu podręczników z dziedziny browarnictwa. Budowa browaru została ukończona w 1994 r., a pierwsze warzenie piwa w Bielkówku nastąpiło 24 listopada 1994 r. Uwarzony został wówczas Amber Green lager o zawartości ekstraktu 12,5%. 12 grudnia 1994 r. piwo zostało rozlane do butelek. W 1995 r. browar Amber zaczął produkcję piwa Amber Red. Rok później pojawił się Amber Żak, w 1997 Amber Gold, a w 1999 Amber Pils. W 1998 r. browar Amber wypuścił piwa okazjonalne Puckie, Puckie Mocne, Kopernik i Kopernik Mocny. W międzyczasie, w roku 1997 browar założył własną stację namnażania drożdży dolnej fermentacji. W 1999 r. w browarze zmodernizowano leżakownię i powstała nowa warzelnia. W tym samym roku zaczęto warzyć piwa Amber Classic i Amber Full. W 2000 r. Andrzej Przybyło zmodernizował warzelnię i rozlewnię oraz wybudował nową halę magazynową. Rok później ruszyła linia rozlewnicza do puszek i oddano do użytku nowy biurowiec firmy. W tym samym roku na rynku pojawiły się Amber Mocne Ciemne i Cox. W 2003 r. browar Amber rozpoczął warzenie piwa Koźlak, w 2004 piwa Żywe, rok później piwa Harde, a w 2007 r. Złote Lwy. W 2008 r. na polskim rynku zadebiutował Grand Imperial Porter. W 2011 roku na rynku pojawiło się piwo Johannes typu lager jako wspólna inicjatywa browaru i Muzeum Historycznego Miasta Gdańska. Dzięki środkom ze sprzedaży piwa Johannes browar Amber zakupił do Muzeum Gdańska następujące eksponaty:
2013 – „Portret kupca gdańskiego” autorstwa Louisa Sy;
2015 – porcelanowy baranek ze słynnej manufaktury w Miśni zaprojektowany przez urodzonego w Gdańsku artystę Petera Reinicke (1711/1715–1768), który był jednym z najbardziej znanych projektantów wyrobów porcelanowych;
2018 – portret konny Fryderyka II z ok. 1776 roku namalowany przez Daniela Chodowieckiego przedstawia Fryderyka II Hohenzollerna zwanego Wielkim i uważanego za twórcę potęgi Prus.
2019 – Album Feyerabendów z 1836 r.
Na rynku obecne jest również piwo Amber naturalny oraz Amber chmielowy, browar wytwarza również podobne piwo dla sieci Netto pod nazwą Natur. W roku 2012 Browar Amber po raz pierwszy uwarzył piwo pszeniczne o nazwie Pszeniczniak. Następnie do oferty stałej dołączyło piwo American Pale Ale. W 2015 roku Browar Amber zapoczątkował serię piw rzemieślniczych, kraftowych pod marką Po Godzinach. W ramach tej serii do końca 2019 roku ukazało się 19 styli piwnych.
Browar Amber jest także organizatorem największego festiwalu piwa w Polsce północnej – AMBER FEST, która odbywa się na Gdańsk Energa Stadion. W roku 2018 imprezę odwiedziło blisko 30 tys. uczestników.

## Produkty

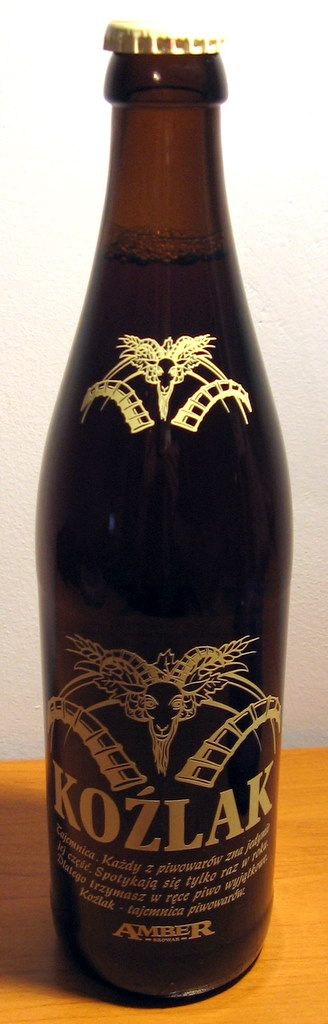
Koźlak

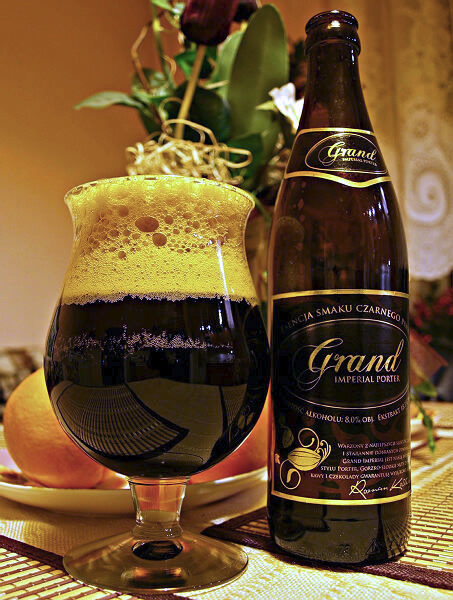
Grand Imperial Porter

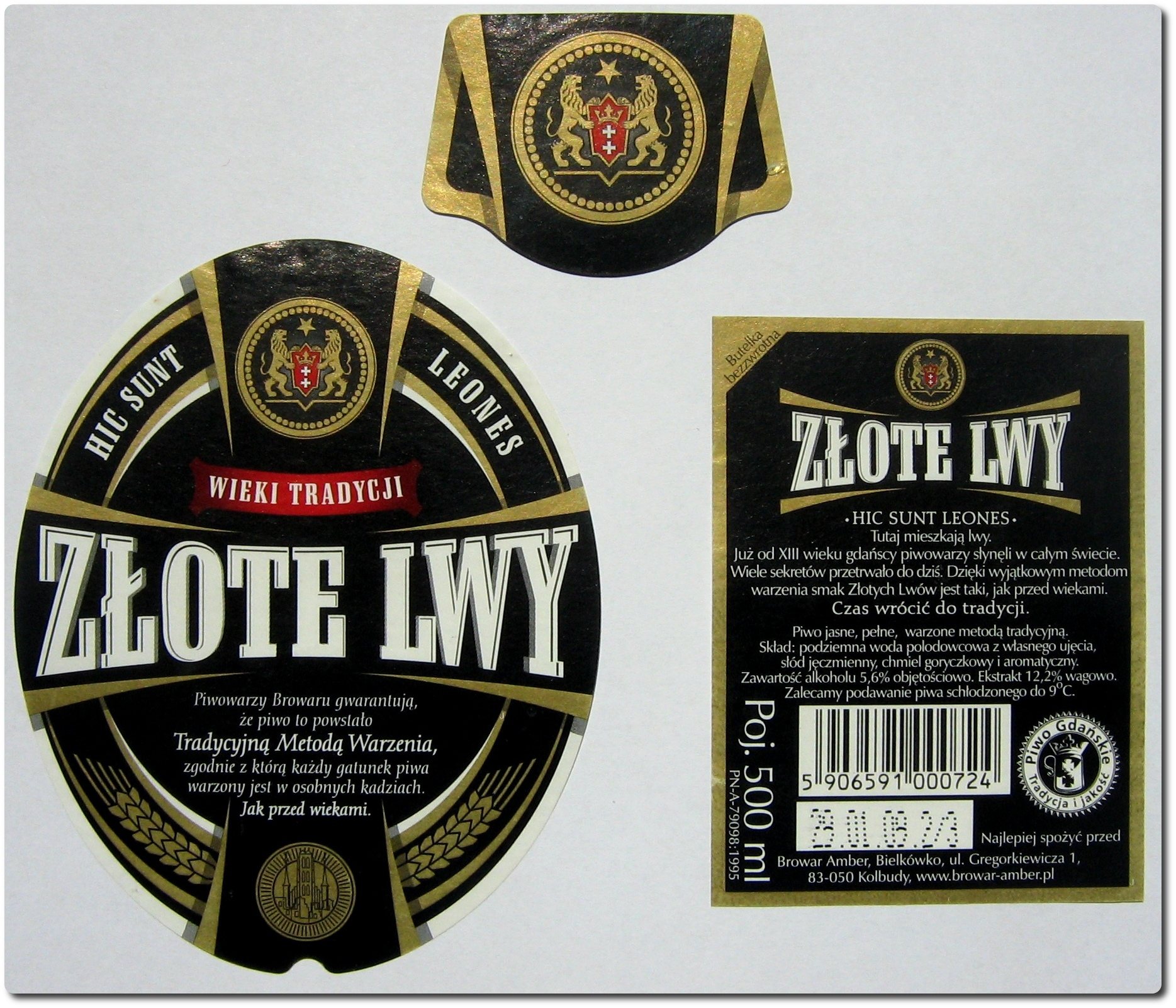
Złote Lwy – etykieta, kontretykieta, krawatka

W 2015 roku na polskim rynku dostępnych było 15 piw warzonych w browarze Amber. W 2016 największą sprzedaż notowało piwo Żywe, a następnie (dwa razy mniejszą) Koźlak.
| Marka                                    | Gatunek piwa                      | Parametry                          |
| Berg Premium                             | jasne pełne                       | ekstrakt 10,1% alkohol 4,8%        |
| Amber Classic                            | jasne pełne                       | ekstrakt 11,0% alkohol 5,5%        |
| Amber naturalny niepasteryzowany         | jasne pełne                       | ekstrakt 12,2% alkohol 6%          |
| Gryf                                     | jasne pełne                       | ekstrakt 10,1% alkohol 4,8%        |
| Hanza                                    | jasne pełne                       | ekstrakt 10,1% alkohol 4,8%        |
| Kopernik                                 | jasne pełne                       | ekstrakt 11,0% alkohol 5,5%        |
| Remus                                    | jasne pełne                       | ekstrakt b.d. alkohol 6,0%         |
| Złote Lwy                                | jasne pełne                       | ekstrakt 12,2% alkohol 5,6%        |
| Harde                                    | jasne pełne mocne                 | ekstrakt b.d. alkohol 7,2%         |
| Mocny Red                                | jasne pełne mocne                 | ekstrakt 14,5% alkohol 7,0%        |
| Poker Extra Strong                       | jasne pełne mocne                 | ekstrakt b.d. alkohol 7,2%         |
| Żywe niepasteryzowane                    | jasne pełne mocne                 | ekstrakt 14,5% alkohol 6,2%        |
| Żywe niefiltrowane                       | jasne pełne mocne                 | ekstrakt 14,5% alkohol 6,2%        |
| Koźlak                                   | koźlak                            | ekstrakt 15,1% alkohol 6,5%        |
| Grand Imperial Porter                    | porter bałtycki                   | ekstrakt 18,1% alkohol 8,0%        |
| Natur niepasteryzowany                   | jasne pełne                       | ekstrakt b.d. alkohol 6,0%         |
| Johannes                                 | lager mocny                       | ekstrakt 14,5% alkohol 6,5%        |
| Pszeniczniak                             | pszeniczne                        | ekstrakt 12,1% alkohol 5,2%        |
| Grand Imperial Porter Chili              | porter bałtycki z dodatkiem chili | ekstrakt 18,1% alkohol 8%          |
| Amber Chmielowy                          | pils                              | ekstrakt 11,3% alkohol 5%          |
| APA                                      | American Pale Ale                 | ekstrakt 12,1% alkohol 5,2%        |
| Bezalkoholowe IPA                        | IPA                               | alkohol poniżej 0,5%               |
| Po Godzinach: Koźlak Pszeniczny          | weizenbock                        | ekstrakt 15,1% alkohol 6,2%        |
| Po Godzinach: Altbier                    | altbier                           | ekstrakt 12,1% alkohol 4,8%        |
| Po Godzinach: AIPA                       | American Indian Pale Ale          | ekstrakt 15,1% alkohol 5,8%        |
| Po Godzinach: IPL                        | Indian Pale Lager                 | ekstrakt 12,2% alkohol 4,8%        |
| Po Godzinach: Marcowe                    | piwo marcowe                      | ekstrakt 14,5% alkohol 5,8%        |
| Po Godzinach: Cherry Milk Stout          | cherry milk stout                 | ekstrakt 14,5% alkohol 4,7%        |
| Po Godzinach: Red IPA                    | Red India Pale Ale                | ekstrakt 14,5% alkohol 5,8%        |
| Po Godzinach: Apple Wheat                | graff                             | ekstrakt 12,1% alkohol 5%          |
| Po Godzinach: Barley Wine                | barley wine                       | ekstrakt 22% alkohol 10%           |
| Po Godzinach: Stout                      | stout                             | ekstrakt 12,2% alkohol 4,6%        |
| Po Godzinach: RIS                        | Russian imperial stout            | ekstrakt 24% alkohol 10%           |
| Po Godzinach: Saison na Madagaskar       | Saison z przyprawami egzotycznymi | ekstrakt 12,1% alkohol 5,1%        |
| Po Godzinach: Hippyskus                  | Light lager z dodatkiem hibiskusu | ekstrakt 11,3% alkohol 3,5%        |
| Po Godzinach: Double IPA                 | double India Pale Ale             | ekstrakt 18,1% alkohol 7,5%        |
| Po Godzinach: Rabarbeer                  | Hefe-weizen z sokiem z rabarbaru  | ekstrakt 12,1 alkohol 4,5%         |
| Po Godzinach: Bezalkoholowe z rabarbarem | bezalkoholowe sour ale            | ekstrakt b.d. alkohol poniżej 0,5% |
| Po Godzinach: Juicy Summer               | New England India Pale Ale        | ekstrakt 12,1% alkohol 5%          |
| Po Godzinach: Summer End Ale             | summer ale z jarzębiną i żurawiną | ekstrakt 14,5% alkohol 5%          |
| Po Godzinach: Śliwka na Bocku            | Rauchbock                         | ekstrakt 15,1% alkohol 6,5%        |
| Po Godzinach: Woodside                   | Imperial Baltic Porter            | ekstrakt 26%, alkohol 10,5%        |
| Po Godzinach: Doppelbock                 | Doppelbock                        | ekstrakt 21%, alkohol 8,5%         |
| Po Godzinach: Gardenside                 | Triple Fruit Ale                  | ekstrakt 21%, alkohol 7,5%         |
| MARANGO                                  | Lager                             | ekstrakt 12%, alkohol 4,5%         |
| Koźlak Dubeltowy z Czeremchą             | Doppelbock                        | ekstrakt 18,1%, alkohol 7%         |

## Nagrody i wyróżnienia
- 1996: Srebrny medal na IX Festiwalu Polskich Piw w Łodzi
- 1997: Złoty medal na X Festiwalu Polskich Piw w Łodzi
- 2004: Rekomendacja międzynarodowej organizacji Slow Food dla Piwa Żywe. Jest to jedyne polskie piwo rekomendowane przez tę organizację[17].
- 2005: Znaki Ministerstwa Rolnictwa „Poznaj Dobrą Żywność”, w kategorii piwo, dla: Koźlak Amber i Piwo Żywe
- 2006: Tytuł Najlepsze Polskie Piwo Jasne Mocne dla Piwa Żywe, Najlepsze Polskie Piwo Ciemne dla Piwa Koźlak Amber oraz Piwo Roku dla piwa Koźlak Amber w plebiscycie portalu Browar.biz
- 2007: Pierwsze miejsce dla piwa Żywe w plebiscycie portalu browar.biz w kategorii Jasne Pełne Mocne
- 2007: Pierwsze miejsce dla piwa Koźlak w plebiscycie portalu browar.biz w kategorii Piwa Ciemne Mocne typu Lager
- 2008: Pierwsze miejsce dla piwa Żywe w plebiscycie portalu browar.biz w kategorii Jasne Pełne Mocne
- 2008: Pierwsze miejsce dla piwa Koźlak w plebiscycie portalu browar.biz w kategorii Piwa Ciemne Mocne typu Lager
- 2008: Pierwsze miejsce dla piwa Grand Imperial Porter w plebiscycie portalu browar.biz w kategorii Porter
- 2008: Tytuł Debiut Roku dla piwa Grand Imperial Porter w plebiscycie portalu browar.biz
- 2008: I miejsce dla piwa Grand Imperial Porter w kategorii „Portery” w II Gwiazdkowej Degustacji Porterów i Stoutów w Moskwie;
- 2009: I miejsce dla piwa Grand Imperial Porter w plebiscycie portalu Browar.biz w kategorii „Portery”;
- 2009: II miejsce dla piwa Grand Imperial Porter w kategorii Piwo Roku w plebiscycie portalu Browar.biz;
- 2010: I miejsce dla piwa Grand Imperial Porter w plebiscycie portalu Browar.biz w kategorii „Portery”;
- 2010: Tytuł Piwo Roku dla piwa Grand Imperial Porter przyznany przez Bractwo Piwne[18];
- 2013: Chmielaki Krasnostawskie; pierwsze miejsce w kategorii: Piwo ciemne mocne o zawartości ekstraktu w brzeczce pow. 18,1ºBlg dla piwa Grand Imperial Porter
- 2015: Srebrny Medal dla piwa Grand Imperial Porter w kategorii Porter Bałtycki, Golden Beer Poland[19]
- 2015: Złoty Medal dla piwa Pszeniczniak w kategorii Piwo Pszeniczne, Golden Beer Poland[19]
- 2015: III miejsce dla piwa Koźlak w kategorii Piwa w stylu Bock/Koźlak o zawartości ekstraktu powyżej 16° Plato w Konsumenckim Konkursie Piw Chmielaki Krasnostawskie[20]
- 2016: Złoty medal dla piwa Koźlak w Gali KPR Kraft Roku w kategorii Bock.
- 2016: wyróżnienie dla piwa Czarny Bez w konkursie Złoty Paragon Nagroda Kupców Polskich w kategorii Piwa smakowe i niskoalkoholowe[21]
- 2016: II miejsce dla piwa Po Godzinach APPLE WHEAT w kategorii Piwo z owocami, Konkurs Piw Rzemieślniczych – Kraft Roku[22]
- 2017: Pierwsze miejsce dla piwa Pszeniczniak w kategorii piw Pszenicznych (Hefeweizen) w konkursie piw Targów Piw Regionalnych i Browarnictwa „Piwowary” w Łodzi
- 2017: II miejsce dla piwa Złote Lwy w kategorii Piwa jasne w stylu European Lager o ekstrakcie 11,1-12,9° Plato w Konsumenckim Konkursie Piw Chmielaki Krasnostawskie[23]
- 2018: 3. miejsce w kategorii „Tradycyjny Bock Niemiecki” na 8. konkursie New York International Beer Competition dla Koźlaka
- 2018: 3. miejsce w kategorii Imperial Stout na European Beer Star w Monachium dla Russian Imperial Stouta z serii Po Godzinach
- 2018: Złoty medal dla piwa Pszeniczniak na Gali KPR Kraft Roku w kategorii Hefeweizen (10-15º Plato)
- 2018: Brązowy medal dla piwa Russian Imperial Stout z serii Po Godzinach w Gali KPR Kraft Roku w kategorii Imperialny Stout/Porter (> 20º Plato)
- 2018: Brązowy medal dla Russian Imperial Stout z serii Po Godzinach w kategorii Piwa w stylu Imperial Stout o ekstrakcie powyżej 18° Plato w Konsumenckim Konkursie Piw Chmielaki Krasnostawskie[24]
- 2018: Złoty Medal dla piwa Pils w kategorii Piwa jasne w stylu Pils o ekstrakcie 11,1-12,9° Plato w Konsumenckim Konkursie Piw Chmielaki Krasnostawskie[24]
- 2018: Srebrny medal dla piwa Amber Chmielowy w kategorii Piwa jasne w stylu Pils o ekstrakcie 11,1-12,9° Plato w Konsumenckim Konkursie Piw Chmielaki Krasnostawskie[25]
- 2019: Złoty medal dla piwa Double IPA z serii Po Godzinach w konkursie Meininger’s International Craft Beer Award 2019 w kategorii Imperial IPA
- 2019: Brązowy medal dla piwa Śliwka na Bocku z serii Po Godzinach na Gali KPR Kraft Roku w kategorii Smoke Beer.
- 2019: Brązowy Medal dla piwa Pszeniczniak w kategorii Piwa pszeniczne, Profesjonalny Konkurs Piw Good Beer 2019, Polski Kongres Browarniczy[26]
- 2019: Brązowy Medal dla piwa Koźlak w kategorii Traditional German-Style Bock, New York International Beer Competition (NYIBC)[27]
- 2020: Brązowy medal dla piwa Żywe w kategorii Jasny mocny lager w konkursie Good Beer 2020.
- 2020: Srebrny medal dla piwa Bezalkoholowe IPA w kategorii Piwo bezalkoholowe w konkursie Good Beer 2020.
- 2021: Brązowy Medal dla piwa Czarny Bez w kategorii OWOCOWE, Piwne Akordy, Polski Kongres Browarniczy[28]
- 2021: Brązowy Medal dla piwa Bezalkoholowe IPA w kategorii BEZALKOHOLOWE, Piwne Akordy, Polski Kongres Browarniczy[28]
- 2022: Złoty Medal dla piwa Bezalkoholowe IPA w kategorii Non-alcoholic beer, Meininger's International Craft Beer Award[29]
- 2022: Złoty Medal dla piwa Amber PILS w kategorii Pils (Bohemian Style), Meininger's International Craft Beer Award[29]
- 2022: Złoty Medal dla piwa Woodside Imperial Porter w kategorii Wood barrel-aged/wood-aged beer, Meininger's International Craft Beer Award[29]
- 2022: Wyróżnienie Pils (Bohemian) roku 2022 dla piwa Amber Pils, Meininger's International Craft Beer Award[30]
- 2022: Złoty medal dla piwa Woodside Imperial Porter w kategorii Wood Aged, World Beer Awards[31]
- 2022: Wyróżnienie "Country Winner" dla piwa Woodside Imperial Porter w kategorii Wood Aged, World Beer Awards[31]
- 2022: Srebrny medal dla piwa Amber Pils Chmielowy w kategorii Classic Pilsener, World Beer Awards[31]
- 2022: Srebrny medal dla piwa APA w kategorii American Style Pale Ale, World Beer Awards[31]
- 2022: Brązowy medal dla piwa APA w kategorii Piwa w stylu American Pale Ale, Summer Ale, Golden Ale, Chmielaki Krasnostawskie[32]
- 2022: Brązowy medal dla piwa Amber Chmielowy w kategorii Jasny Lager, Good Beer, Polski Kongres Browarniczy[33]
- 2022: Brązowy medal dla piwa Bezalkoholowe IPA w kategorii Piwa Bezalkoholowe, Good Beer, Polski Kongres Browarniczy[33]
- 2022: Brązowy medal dla piwa MARANGO w kategorii Owocowa Nuta, Piwne Akordy, Polski Kongres Browarniczy[34]
- 2022: Srebrny medal dla piwa Bezalkoholowe IPA w kategorii Piwa Bezalkoholowe, Greater Poland Beer Cup[35]
- 2022: Srebrny medal dla piwa Doppelbock w kategorii Koźlak, Greater Poland Beer Cup[35]
- 2022: Brązowy medal dla piwa Koźlak Dubeltowy z Czeremchą w kategorii Koźlak, Greater Poland Beer Cup[35]
- 2022: Brązowy medal dla piwa Pszeniczniak w kategorii Weizen, Greater Poland Beer Cup[35]
- 2022: Złoty medal dla piwa Barley Dessert w kategorii Barley Wine, Konkurs Piw Rzemieślniczych Kraft Roku[36]